# Cenchrus agrimonioides
Cenchrus agrimonioides är en gräsart som beskrevs av Carl Bernhard von Trinius. Cenchrus agrimonioides ingår i släktet tagghirser, och familjen gräs. IUCN kategoriserar arten globalt som akut hotad.
Artens utbredningsområde är Hawaii. Inga underarter finns listade i Catalogue of Life.